# Cinema independent
El cinema independent és aquell que ha estat produït fora dels grans estudis cinematogràfics i, als Estats Units, principalment amb personal no afiliat al sindicat. En un principi, el cinema independent, anomenat també underground, no era definit per regles o aspectes particulars, sinó que es definia en negatiu respecte a un cinema "depenent".
En general és una producció de baix pressupost d'una productora petita. La nova generació de càmeres digitals fa que sigui més fàcil realitzar pel·lícules i, per tant, una popularització en l'actualitat del cinema independent a tot el món.
El cinema dit dependent aconsegueix importants pressupostos de part de societats, de lobbies o d'estats, a canvi dels quals han de respondre a estrictes restriccions de creació, per exemple fer la promoció de productes, de la propaganda política, de vegades fins i tot falsificar els fets. Els més cèlebres són les pel·lícules d'acció que han pogut disposar de material militar molt costós, a canvi del qual tenen del fer un guió incitant a l'odi d'un país enemic.
El cinema independent es defineix doncs per pressuposts menys importants però una major llibertat artística i més risc i, per tant, d'innovació en la realització, els temes abordats, el to, la tria de la distribució, etc. Per aquestes raons troba dificultats de distribució a les sales de cinema.
Últimament, el terme ha agafat un sentit diferent i designa més àmpliament les pel·lícules de petit i mitjà pressupost, per oposició als blockbusters, sense ser, però, independents d'institucions o societats.
Als Estats Units, s'oposa sovint cinema de Hollywood i cinema independent novaiorquès.
Cada any té lloc a Utah el Festival de Cinema de Sundance, el festival americà de cinema independent. Creat el 1978, és organitzat des de 1985 pel Sundance Institute, una organització no lucrativa creada el 1981 per Robert Redford.

## Història
Si bé es pot considerar que el cinema independent va existir des del mateix moment del naixement del propi cinema a través de produccions de caràcter individual o experimental, només podem considerar-lo de forma conceptual com aquell cinema que neix a partir dels moviments que comencen a sorgir després del final de la Segona Guerra Mundial i més concretament a partir de 1959, amb l'aparició de la Nouvelle vague francesa, el Free cinema anglès i el cinema independent nord-americà.

### MPPC
La producció de cinema, a començaments dels anys 1920, estava dominada per la MPPC o Motion Pictures Patents Company, organització encapçalada per Thomas Alva Edison. Els productors havien de pagar, llavors, un impost de mig centau per cada centímetre de pel·lícula impressionada. Els distribuïdors necessitaven comptar amb una llicència que costava 5.000 dòlars a l'any. Hi havia també altres imposicions, i no complir-les els significava ser perseguits intensament pel nombrós grup d'investigadors privats, advocats i funcionaris d'Edison. Aquells que no estaven d'acord van decidir no acatar les dures condicions imposades per la MPPC i es van agrupar creant les seves pròpies organitzacions. Van veure la llum així la Independent Motion Picture Distributing and Sales i la Greater New York Film Company. Es van autodenominar independents, tot i que Edison els anomenava il·legals (outlaws).
En aquest grup es trobaven:
- Adolph Zukor, que fundaria la Paramount Pictures
- Wilhelm Fuchs, més conegut com a William Fox, que crearia la Fox Film Corporation
- Els germans Warner, fundadors de la Warner Bros
- Carl Laemmle, el fundador de la Universal Studios
- Marcus Loew, que s'uniria amb Samuel Goldfish (Samuel Goldwyn) per donar naixement a la Metro-Goldwyn-Mayer.

### Elcinema de sèrie B
És molt probable que els cineastes s'animessin a realitzar les seves produccions quan van sorgir les pel·lícules de sèrie B.
La gran depressió de 1929 va fer que disminuís considerablement la concurrència a les sales, per la qual cosa els estudis van començar a presentar un doble programa. Les pel·lícules de sèrie B eren realitzades amb molt baixos pressuposts, amb un rodatge molt breu (algunes només sol uns dies), amb actors pràcticament desconeguts (o estrelles en decadència) i amb una durada que oscil·lava entre els 80 i els 90 minuts. Estaven destinades a completar el programa.
Per als estudis, la producció d'aquestes pel·lícules significava una inversió menor, i alhora permetia que molts realitzadors i productors desafiessin i innovessin en molts aspectes que eren impossibles de desenvolupar en una producció classe A.

### La nouvelle vague francesa
La nouvelle vague (la nova onada) és la denominació que la crítica va utilitzar per designar un nou grup de cineastes francesos sorgit a finals de la dècada de 1950. Els nous realitzadors van reaccionar contra les estructures que el cinema francès imposava fins a aquest moment i, conseqüentment van postular com a màxima aspiració, no només la llibertat d'expressió, sinó també llibertat tècnica en el camp de la producció fílmica.

### El Free cinema anglès
El Free Cinema anglès va ser un moviment cinematogràfic britànic que va néixer l'any 1956 i que es caracteritzava per implementar una estètica realista en el cinema de ficció i documental. Sovint, se l'ha anomenat com la "Nouvelle vague anglesa".

### El cinema independent nord-americà
El cinema independent nord-americà es crea l'any 1959, a partir de l'estrena de la pel·lícula Shadows, de John Cassavetes. En principi es formen dos grups de cineastes que competeixen en els grans estudis de Hollywood i es plantegen la realització de produccions de baix pressupost, rodades en escenaris reals, a la manera de la Nouvelle Vague francesa. El primer d'ells és l'anomenada "Escola de Nova York" o "New American Cinema Group", a la qual pertanyen John Cassavetes, l'artista pop Andy Warhol o Maya Deren. Després apareix un segon grup, l'anomenada "generació de la televisió", a la qual pertanyen directors com Stanley Kramer, Robert Altman o Robert Mulligan, que treballaven per a la CBS, i que estan més lligats a aquest estil de producció cinematogràfica.
A principis dels anys 70 apareix un nou grup, l'anomenada "primera generació dels 70", també coneguda com la "Nova onada americana" o el "New Hollywood Group", promogut per Bob Rafelson.
Easy Rider (1969), de Dennis Hopper, va ser la primera producció d'aquest grup que va aconseguir ser distribuïda per una de les grans companyies de Hollywood, Columbia Pictures, convertint-se en un èxit de taquilla que va superar amb diferència el pressupost invertit. A aquest grup es poden assimilar també els directors Robert Altman, Martin Scorsese, Michael Cimino, Ridley Scott, Brian de Palma o Robert Zemeckis.
Poc després apareixerà un nou grup de directors, coneguts com la "segona generació dels 70", a la qual pertanyen Francis Ford Coppola, Clint Eastwood, Steven Spielberg o George Lucas.

### El cinema independent de finals del s.XX o cinema postindependent.
A partir de l'any 1980 el cinema independent nord-americà entra en una fase on adquireix gran importància al Festival de Cinema de Sundance, a partir de 1978, i tota una nova generació de directors com Spike Lee, amb Do the Right Thing (1989), o Steven Soderbergh amb Sexe, mentides i cintes de vídeo (1989), que aspiren a fer un gir a la temàtica i al desenvolupament estètic de les seves obres, fugint de la comercialitat i els convencionalismes socials.
Altres directors importants d'aquest període són David Lynch, amb L'home elefant (1980), Vellut blau (1986), la sèrie per a televisió Twin Peaks (1990), Lost Highway (1997) o Mulholland Drive (2001); Stephen Frears amb La meva preciosa bugaderia (1985); Jim Jarmusch amb Stranger Than Paradise (1984) o els germans Coen, amb Arizona Baby (1987) o Mort entre les flors (1990). Molts d'aquests directors van tenir carreres de gran èxit i van arribar a formar part de l'actual indústria de cinema, fins al punt que el terme cinema independent ha estat explotat com un "gènere" o un nou estil cinematogràfic per part de les distribuïdores per poder comercialitzar els seus productes. Amb aquest objectiu es van crear també els Independent Spirit Awards.
Dins d'aquest corrent es poden destacar també algunes cinematografies europees, fonamentalment de països de nord i de l'est, on no hi ha una indústria cinematogràfica pròpiament dita. Un d'aquests moviments és l'anomenat Dogma 95, amb Lars von Trier com a màxim representant.

#### Els apocalíptics
Cap als anys 1990 apareix una nova generació lligada als canvis històrics que va suposar la caiguda del mur de Berlín, el 1989. Aquesta generació està relacionada també amb un llibre titulat "La fi de la història i l'últim home", escrit per Francis Fukuyama en 1992, que assenyala que ja tot està inventat, res de nou pot succeir i que tot el que vindrà a partir d'ara és una repetició d'esquemes o teories anteriors. Aquest aspecte aplicat al cinema suposa la fi de l'experimentalisme i la recerca de noves formes d'expressió. Això condueix a un revisionisme de les antigues cinematografies i a la utilització d'esquemes ja coneguts, conduïts a les màximes conseqüències. A aquests cineastes se'ls coneix com "Els apocalíptics".
Dins d'aquesta agrupació podem citar Quentin Tarantino amb Reservoir Dogs (1992), o Pulp Fiction (1994); a Kevin Smith amb Clerks (1994); a Harmony Korine, amb Gummo (1997), a Atom Egoyan amb Exòtica (1994), The Sweet Hereafter (1997), Ararat (2002) o Where the Truth Lies (2005); o a Danny Boyle amb Trainspotting (1996).

#### Els multigenèrics
En aquesta època apareixen també les pel·lícules multigenériques, quecombinen diversos gèneres clàssics en una mateixa obra. A aquesta tendència pertanyen directors com David Fincher amb pel·lícules com Seven (1995), Fight Club (1999) o The Social Network (2010), o com Abel Ferrara amb Bad Lieutenant (1992).

#### Els naturalistes
Una altra tendència dins d'aquest cinema fi de segle és la naturalista, a la qual pertanyen directors com Alexander Payne amb Election (1999), About Schmidt (2002) o Nebraska (2013), com Richard Linklater amb Boyhood (2014) o com Sofia Coppola amb Les verges suïcides (1999), Lost in Translation (2003) o Marie Antoinette (2006).

## Característiques
Les pel·lícules que s'engloben dins el concepte de cinema independent es caracteritzen per tenir un pressupost baix, es realitzen en condicions de major precarietat, tracten temes quotidians i més propers al públic, d'aquesta manera tenen menys possibilitats d'obtenir grans ingressos i la gran majoria estan realitzades per directors aliens al món de les grans productores. Així i tot, es presenten casos de directors reconeguts que opten per realitzar els seus films per mitjà d'aquest sistema.
Aquestes característiques han variat al pas del temps i avui en dia el cinema independent es troba integrat a tots els nivells al mecanisme de la producció cinematogràfica, els seus directors són reconeguts en l'àmbit internacional i els pressupostos que presenta poden arribar a ser tan importants com la de qualsevol altra producció cinematogràfica dels grans estudis.

### Cinema d'autor
El concepte de cinema independent està lligat al de cinema d'autor, tot i que no és el mateix. En el cinema d'autor, el director té un paper preponderant, que margina els actors, que moltes vegades són simples titelles dels guions. Sovint el director realitza també altres funcions, com la direcció del so, la direcció de fotografia o la creació del guió entre d'altres.
La relació entre els directors i la indústria cinematogràfica és molt variable. Tanmateix, existeixen nombrosos directors de renom que han aconseguit realitzar pel·lícules d'autor dins de la indústria del cinema sota la direcció dels grans estudis cinematogràfics., entre ells Tim Burton, Martin Scorsese, Woody Allen, Joel i Ethan Coen, Terry Gilliam o Kevin Smith.

### Finançament
El finançament és un dels conceptes que marquen més la diferència entre el cinema independent i les formes més tradicionals de realitzar el cinema. Poder filmar sense caure dins dels rígids esquemes del sistema d'estudis és la llibertat que desitjaria tot director. La majoria dels directors independents busquen les seves pròpies fonts de finançament, de les formes més variades. Per produir la pel·lícula Shadows, John Cassavetes es va valer de les aportacions de dos mil oients del programa de ràdio Night People Story, on cadascú va contribuir amb un dòlar.

### Temàtica
La temàtica del cinema independent també és diferent de la del cinema comercial. Des dels inicis que s'ha caracteritzat per abordar una sèrie de temes que no estan en l'objectiu del cinema mainstream o de caràcter més tradicional. Es tracten temes com l'homosexualitat, les drogues, la prostitució, la manipulació política, la decadència de la família o la solitud entre d'altres. Tanmateix, la gran indústria ha procurat fagocitar els millors cineastes independents, per la qual cosa aquests temes abans vedats han començat a incloure's a les produccions més importants dels estudis.
No és estrany que en el cinema independent hi hagi menys seqüències de diàlegs, ja que la intenció és expressar de forma personal la creativitat i plasmar els sentiments i inquietuds del cineasta amb recursos variats. Com sosté Karen Schwartzmann, de l'Independent Feature Project, el cinema independent "roman com idea d'un cinema més crític o experimental, o que representa sectors socials absents de la producció estàndard".

### Estètica
L'estètica del cinema independent és molt variable, de totes maneres en general respon a conceptes d'avantguarda i experimentació de diferents formats i idees: blanc i negre, fotografia bruta, colors saturats, enquadraments o muntatges no convencionals.
No és possible establir un criteri fix per determinar què pot catalogar-se com a cinema independent i què no, però és essencial que el cineasta independent tingui una visió artística pròpia i sigui lliure en la totalitat el procés creatiu. Com afirma Johnatan Rosenbaum, "un cineasta independent és algú que té el control final sobre la seva feina".

## Cineastes independents
| - Abel Ferrara - Alejandro Jodorowsky - Alexandre Rockwell - Atom Egoyan - Cesar del Alamo - Dani Moreno - David Lynch - Gaspar Noé - George Lucas - Gus Van Sant - Hal Hartley - Harmony Korine | - Jesús Franco - Jim Jarmusch - Joel Coen i Ethan Coen - John Cassavetes - John Sayles - Jonathan Demme - José María Nunes - Juan Carlos Olaria - Kevin Smith - Larry Clark - Naxo Fiol - Noah Baumbach | - Orson Welles - Paul Thomas Anderson - Pere Koniec - Quentin Tarantino - Richard Linklater - Robert Altman - Steve Buscemi - Todd Haynes - Todd Solondz - Tom DiCillo - Wes Anderson - Spike Lee - Vincent Gallo |

## Productores independents
- Troma Entertainment